# Hermann Winterhalter
Hermann Fidel Winterhalter (Menzenschwand, 23 settembre 1808 – Karlsruhe, 24 febbraio 1891) è stato un pittore tedesco.

## Biografia
Winterhalter crebbe con i suoi otto fratelli, di cui solo quattro raggiunsero l'età adulta, a Menzenschwand, piccolo villaggio presso St. Blasien. Seguì le orme del fratello maggiore Franz Xaver: completò un apprendistato di quattro anni come litografo presso l'istituto d'arte Herder di Friburgo.  Successivamente si recò a Monaco e a Roma per studiare pittura. Nel 1840 si stabilì definitivamente a Parigi, grazie al supporto del già affermato fratello, che da alcuni anni lavorava nella capitale francese. Come il fratello si specializzò in ritratti.
I due collaborarono sempre strettamente. Hermann Winterhalter rappresentò persino il fratello nel suo studio parigino quando questi viaggiava all'estero. Dopo la caduta del Secondo Impero, i fratelli decisero di ritirarsi a Karlsruhe. Franz Xaver morì nel 1873, Hermann solo quasi vent'anni dopo, nel 1891.

## Galleria d'immagini

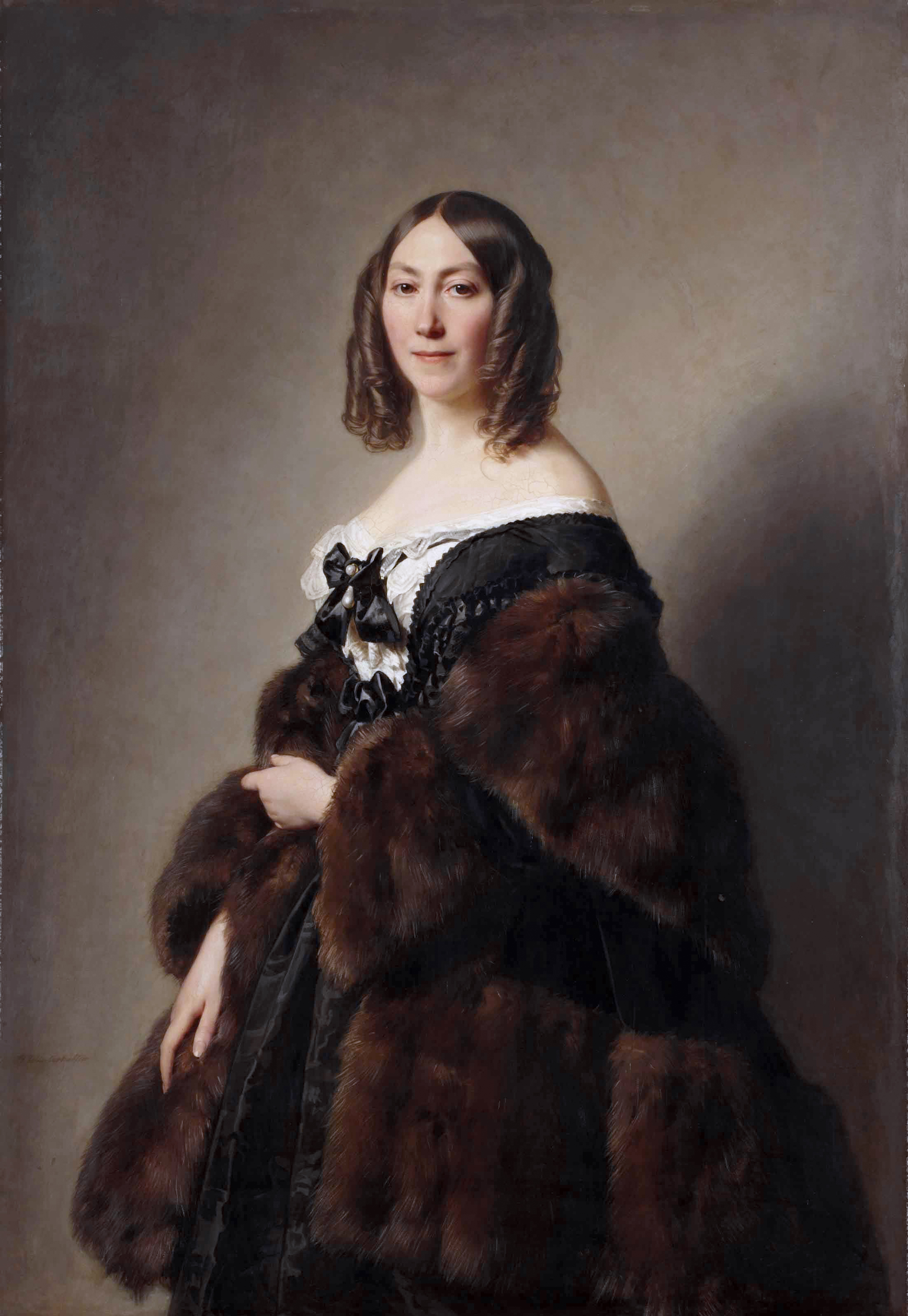
Cécile Furtado-Heine (1821–1896)
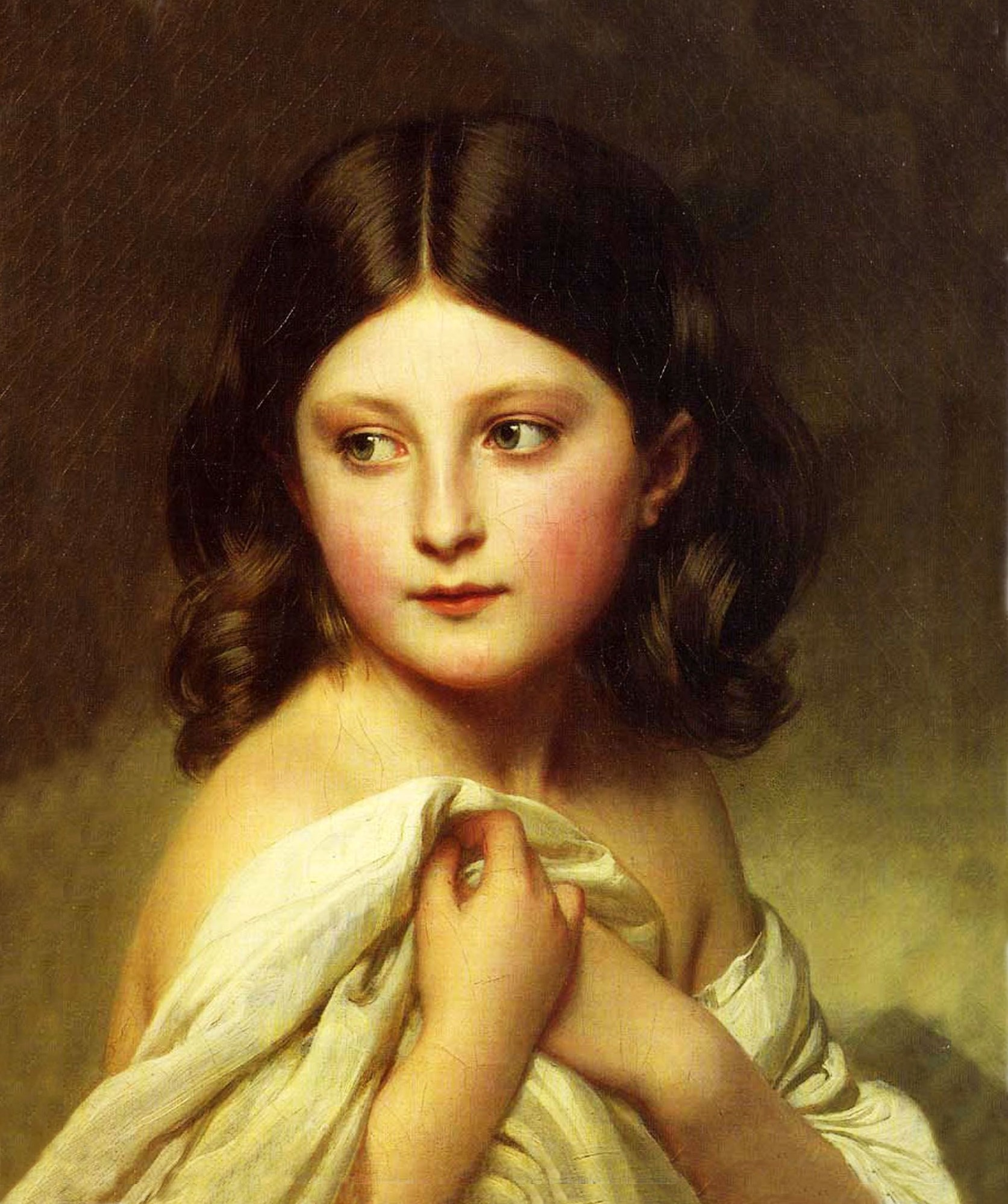
Principessa Carlotta del Belgio
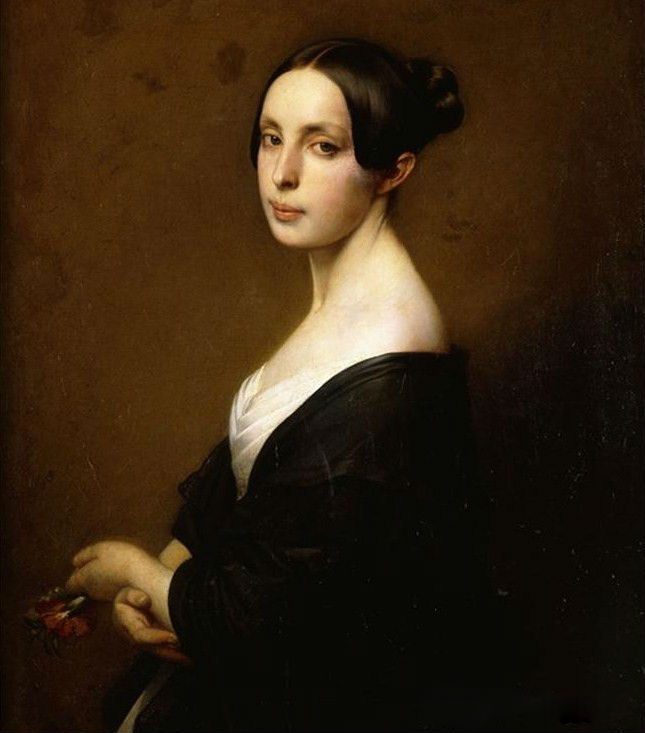
Nadejda Michajlovna Sudienko
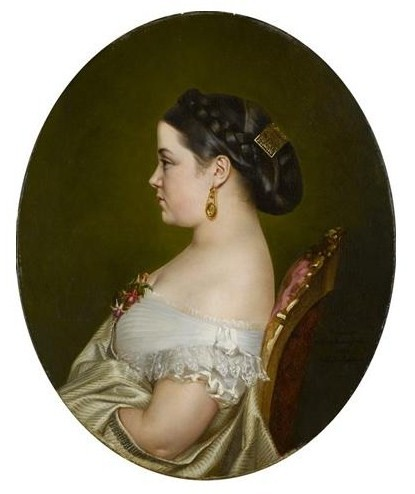
Principessa Cantacuzena
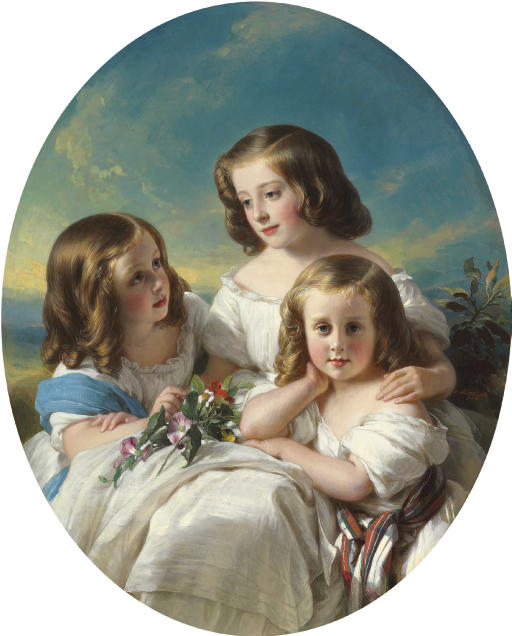
Tre damigelle della famiglia di Châteaubourg